# Туссен, Шарль
Шарль Туссен (фр. Charles Toussaint; 6 декабря 1813, Нанси — 17 октября 1877, Берлин) — французский педагог, работавший в Германии.
Преподавал французский язык сперва в гимназии в Митаве, а затем в Берлине. Начиная с 1854 года работал вместе с Густавом Лангеншейдтом над созданием метода заочного обучения иностранному языку; в 1856 г. учебный материал был опубликован Лангеншейдтом в основанном для этой цели издательстве, в 1861 г. последовал аналогичный курс по английскому языку. Выработанный метод, получивший название Метод Туссена-Лангеншейдта, приобрёл популярность в разных странах и в том числе, как сообщала Энциклопедия Брокгауза и Ефрона, использовался для обучения русских немецкому и французскому языкам.